# Aire d'attraction de Brienne-le-Château
L'aire d'attraction de Brienne-le-Château est un zonage d'étude défini par l'Insee pour caractériser l’influence de la commune de Brienne-le-Château sur les communes environnantes. Publiée en octobre 2020, elle se substitue à l'aire urbaine de Brienne-le-Château, qui comportait 8 communes dans le zonage de 2010.

### Carte

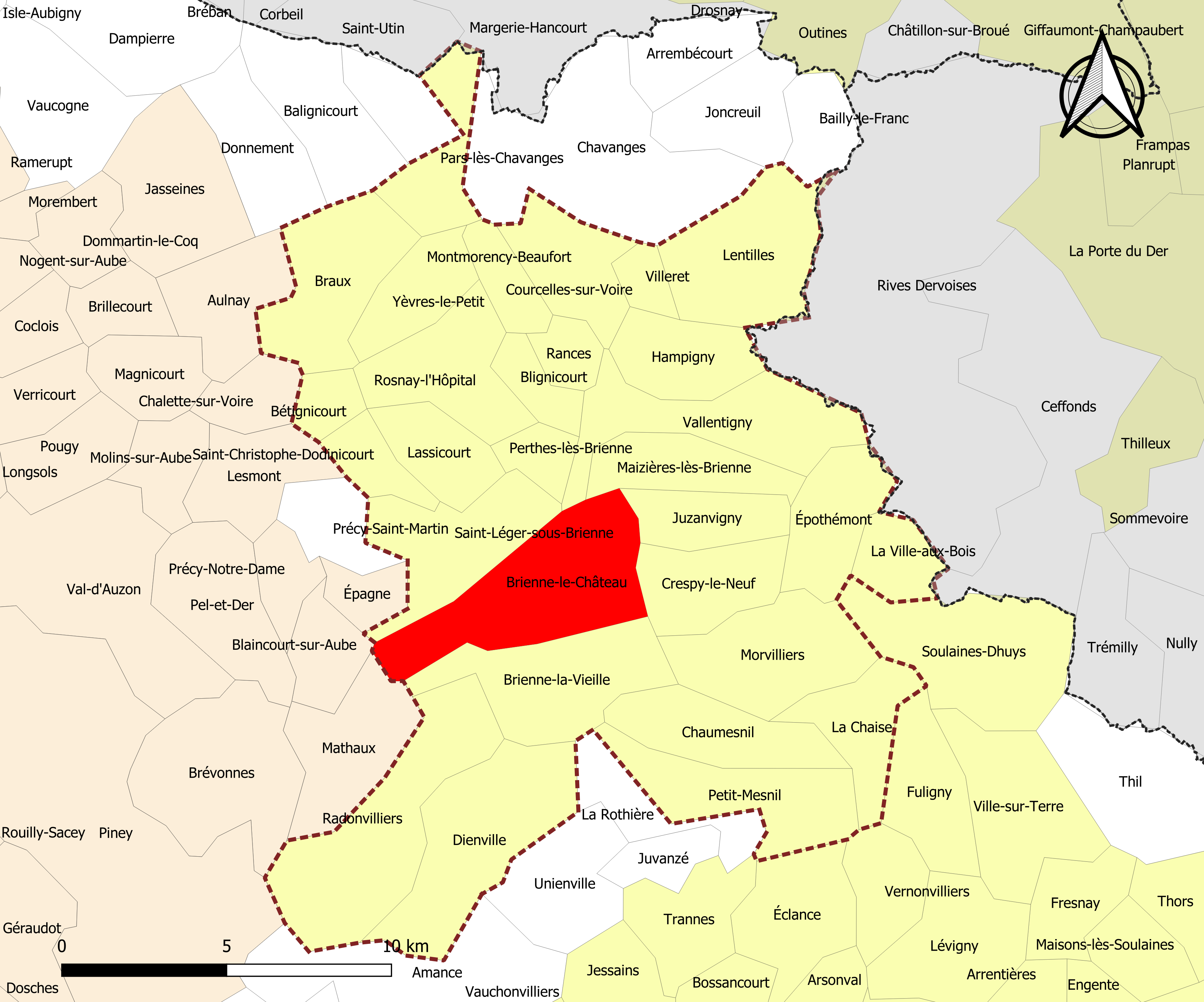
Carte de l'aire d'attraction de Brienne-le-Château.
Commune-centre
Commune de la couronne

## Définition
L'aire d'attraction d'une ville est composée d’un pôle, défini à partir de critères de population et d’emploi ainsi que d’une couronne constituée des communes dont au moins 15 % des actifs travaillent dans le pôle. Le pôle d’attraction constitue ainsi un point de convergence des déplacements domicile-travail,.

## Géographie
L’aire d'attraction de Brienne-le-Château est une aire intra-départementale qui comporte 30 communes dans l'Aube. 

### Composition communale
| Nom                                 | Code Insee | Département | Statut                 | Superficie (km2) | Population (dernière pop. légale) | Densité (hab./km2) | Modifier                                    |
| ----------------------------------- | ---------- | ----------- | ---------------------- | ---------------- | --------------------------------- | ------------------ | ------------------------------------------- |
| Brienne-le-Château (commune-centre) | 10064      | Aube        | commune-centre         | 21,56            | 2 703 (2022)                      | 125                | modifier les données · modifier les données |
| Bétignicourt                        | 10044      | Aube        | commune de la couronne | 3,18             | 33 (2022)                         | 10                 | modifier les données · modifier les données |
| Blignicourt                         | 10047      | Aube        | commune de la couronne | 4,27             | 43 (2022)                         | 10                 | modifier les données · modifier les données |
| Braux                               | 10059      | Aube        | commune de la couronne | 15,21            | 113 (2022)                        | 7,4                | modifier les données · modifier les données |
| Brienne-la-Vieille                  | 10063      | Aube        | commune de la couronne | 16,21            | 386 (2022)                        | 24                 | modifier les données · modifier les données |
| La Chaise                           | 10072      | Aube        | commune de la couronne | 8,81             | 32 (2022)                         | 3,6                | modifier les données · modifier les données |
| Chaumesnil                          | 10093      | Aube        | commune de la couronne | 11,07            | 109 (2022)                        | 9,8                | modifier les données · modifier les données |
| Courcelles-sur-Voire                | 10105      | Aube        | commune de la couronne | 4,90             | 23 (2022)                         | 4,7                | modifier les données · modifier les données |
| Crespy-le-Neuf                      | 10117      | Aube        | commune de la couronne | 10,19            | 125 (2022)                        | 12                 | modifier les données · modifier les données |
| Dienville                           | 10123      | Aube        | commune de la couronne | 20,34            | 821 (2022)                        | 40                 | modifier les données · modifier les données |
| Épothémont                          | 10139      | Aube        | commune de la couronne | 10,43            | 154 (2022)                        | 15                 | modifier les données · modifier les données |
| Hampigny                            | 10171      | Aube        | commune de la couronne | 9,49             | 220 (2022)                        | 23                 | modifier les données · modifier les données |
| Juzanvigny                          | 10184      | Aube        | commune de la couronne | 7,64             | 130 (2022)                        | 17                 | modifier les données · modifier les données |
| Lassicourt                          | 10189      | Aube        | commune de la couronne | 7,73             | 53 (2022)                         | 6,9                | modifier les données · modifier les données |
| Lentilles                           | 10192      | Aube        | commune de la couronne | 17,18            | 128 (2022)                        | 7,5                | modifier les données · modifier les données |
| Maizières-lès-Brienne               | 10221      | Aube        | commune de la couronne | 9,50             | 160 (2022)                        | 17                 | modifier les données · modifier les données |
| Montmorency-Beaufort                | 10253      | Aube        | commune de la couronne | 9,38             | 142 (2022)                        | 15                 | modifier les données · modifier les données |
| Morvilliers                         | 10258      | Aube        | commune de la couronne | 15,64            | 270 (2022)                        | 17                 | modifier les données · modifier les données |
| Pars-lès-Chavanges                  | 10279      | Aube        | commune de la couronne | 8,50             | 47 (2022)                         | 5,5                | modifier les données · modifier les données |
| Perthes-lès-Brienne                 | 10285      | Aube        | commune de la couronne | 3,63             | 63 (2022)                         | 17                 | modifier les données · modifier les données |
| Petit-Mesnil                        | 10286      | Aube        | commune de la couronne | 14,83            | 202 (2022)                        | 14                 | modifier les données · modifier les données |
| Radonvilliers                       | 10313      | Aube        | commune de la couronne | 23,29            | 326 (2022)                        | 14                 | modifier les données · modifier les données |
| Rances                              | 10315      | Aube        | commune de la couronne | 3,81             | 46 (2022)                         | 12                 | modifier les données · modifier les données |
| Rosnay-l'Hôpital                    | 10326      | Aube        | commune de la couronne | 12,47            | 160 (2022)                        | 13                 | modifier les données · modifier les données |
| Saint-Christophe-Dodinicourt        | 10337      | Aube        | commune de la couronne | 4,87             | 32 (2022)                         | 6,6                | modifier les données · modifier les données |
| Saint-Léger-sous-Brienne            | 10345      | Aube        | commune de la couronne | 13,52            | 386 (2022)                        | 29                 | modifier les données · modifier les données |
| Vallentigny                         | 10393      | Aube        | commune de la couronne | 15,74            | 186 (2022)                        | 12                 | modifier les données · modifier les données |
| Ville-aux-Bois                      | 10411      | Aube        | commune de la couronne | 5,56             | 28 (2022)                         | 5,0                | modifier les données · modifier les données |
| Villeret                            | 10424      | Aube        | commune de la couronne | 3,25             | 64 (2022)                         | 20                 | modifier les données · modifier les données |
| Yèvres-le-Petit                     | 10445      | Aube        | commune de la couronne | 8,35             | 54 (2022)                         | 6,5                | modifier les données · modifier les données |

## Démographie
Cette aire est catégorisée dans les aires de moins de 50 000 habitants, une catégorie qui regroupe 12,2 % de la population au niveau national,.